# 테헤란주

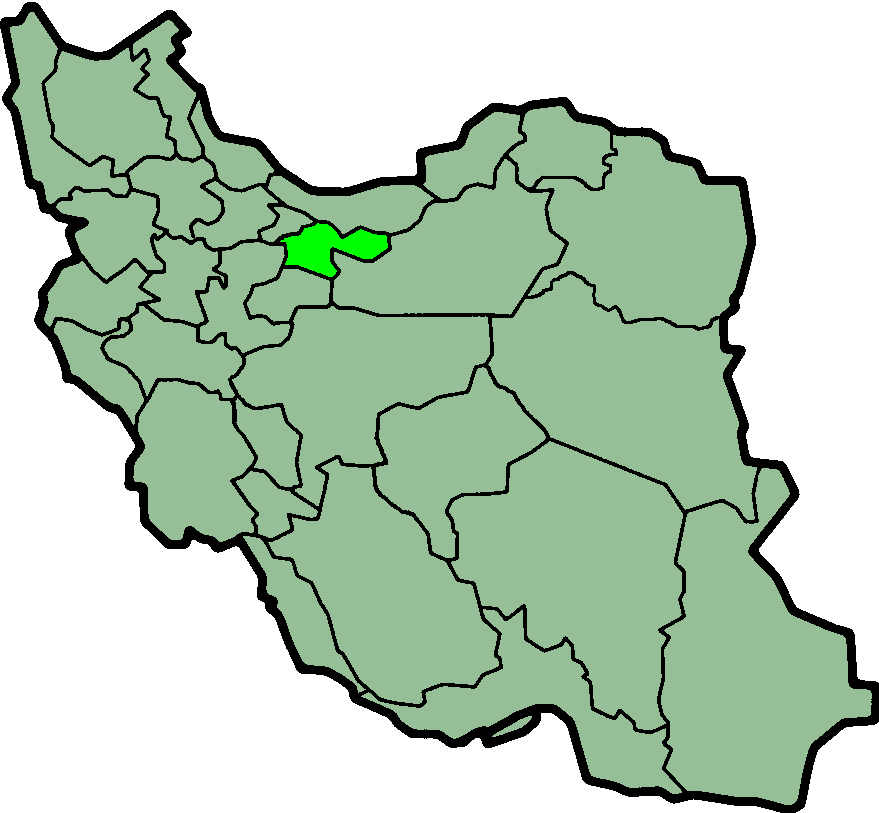
테헤란주

테헤란주(페르시아어: استان تهران)는 이란을 구성하는 31개 주 가운데 하나로, 이란고원 북쪽에 위치하고 있으며 면적은 18,814km2, 인구는 12,150,742명(2005년 기준)이다. 북쪽으로는 마잔다란주, 동쪽으로는 셈난주와 인접해 있으며 남쪽으로는 쿰주, 서쪽으로는 카즈빈주와 인접해 있다. 주도 테헤란은 이란의 수도이기도 하며 2005년 6월 기준으로 테헤란주에는 구 13개와 지방 자치체 43개, 마을 1,358개가 있다.
테헤란주는 이란의 국내 총생산 가운데 29%를 차지하며 이란 인구의 18%는 테헤란주에 거주한다. 테헤란주는 이란에서 가장 산업화된 주이기도 한데 테헤란주 인구의 86.5%는 도시에 거주하며 13.5%는 마을에 거주한다.
테헤란은 1778년 카자르 왕조가 수도로 정한 이래 이란의 중심 도시로 성장했으며 테헤란 수도권은 세계 20대 도시권 가운데 하나에 속한다.

## 인구
| 연도        | 인구       | ±%     |
| ----------- | ---------- | ------ |
| 1986        | 8,712,087  | —      |
| 2006        | 11,345,375 | +30.2% |
| 2011        | 12,183,391 | +7.4%  |
| 2016        | 13,267,637 | +8.9%  |
| amar.org.ir |            |        |

## 같이 보기
- 이란의 경제
- 테헤란
- 테헤란 메트로